# 塔里安基
塔里安基（烏克蘭語：Тальянки́）是乌克兰切尔卡瑟州的一个特里波耶文化古代遺蹟，它的歷史可追溯到公元前3850年至公元前3700年左右，目前是已知是歐洲新石器時代最大的定居点。 塔里安基是一名乌克兰飞行员在20世纪70年代通過航空摄影发现的。塔里安基于1981年开始發掘。塔里安基的总面积为450公頃（1,100英畝）。塔里安基據推測當地最繁榮時曾經大约有2,700座建筑物，可能有15,000至21,000人在當地居住。